# Azy-sur-Marne
Azy-sur-Marne – miejscowość i gmina we Francji, w regionie Hauts-de-France, w departamencie Aisne.
Według danych na styczeń 2014 roku gminę zamieszkiwało 399 osób, a gęstość zaludnienia wynosiła 143,5 osób/km².